# Leslie Hope
Leslie Hope (Halifax, 6 de mayo de 1965) es una actriz canadiense de cine y televisión. Se graduó en la St. Michael's University School en Victoria, Columbia Británica en 1982. Es conocida por sus papeles de Teri Bauer en 24 y la fiscal Anita Gibbs en Suits.

## Biografía
Hope nació el 6 de mayo de 1965 en Halifax, Nueva Escocia, de Ann y Frank Hope. Tiene un hermano llamado Stephen. Se graduó de St. Michael's University School en Victoria, Columbia Británica en 1982. Hope estuvo casada con el escritor y actor Jamie Angell de 1994 a 1996, con quien tiene un hijo llamado MacKenzie, y con el director de fotografía, productor y director Adam Kane de 2005 a 2015.

## Carrera
Su primer papel en el cine fue en la película Ups and Downs, en 1981, que fue rodada en Victoria. Hope pasó a ser conocida por su interpretación de Teri Bauer, la mujer de Jack Bauer, el protagonista de la serie 24. Hope participó en 24 en la primera temporada entre 2001 y 2002, y apareció en todos los episodios de la temporada en la que ha estado presente. Tuvo un rol recurrente en la serie The Mentalist. También ha aparecido en las miniseries Everest'82, Human Cargo y en las series Star Trek y Runaway, en 2006. Es la paciente del capítulo 10 de la primera temporada de House M.D. En 2012 formó parte de la serie The River.

## Filmografía

### Cine
| Año  | Título                    | Rol                |
| ---- | ------------------------- | ------------------ |
| 1983 | Ups and Downs             | Penelope           |
| 1984 | Love Streams              | Joanie             |
| 1988 | Kansas                    | Lori Bayles        |
| 1988 | It Takes Two              | Stephanie Lawrence |
| 1988 | Talk Radio                | Laura              |
| 1990 | Men at Work               | Susan Wilkins      |
| 1993 | Doppelganger              | Elizabeth          |
| 1993 | París, Francia            | Lucy               |
| 1994 | Fun                       | Jane               |
| 1995 | La conspiración del miedo | Jimmy              |
| 1996 | Rowing Through            | Kate Bordelelau    |
| 1998 | Summer of the Monkeys     | Sarah Lee          |
| 2000 | Bruiser (película)        | Rosemary Newley    |
| 2000 | The Spreading Ground      | Leslie DDeLongpre  |
| 2002 | Dragonfly (película)      | Charisse Darrow    |
| 2008 | Never Back Down           | Margot Tyler       |
| 2009 | Formosa Betrayed          | Lisa Gilbert       |
| 2015 | La cumbre escarlata       | Mrs. McMichael     |
| 2019 | Lie Exposed               | Melanie            |

### Televisión
| Año           | Título                    | Rol               | Notas                  |
| ------------- | ------------------------- | ----------------- | ---------------------- |
| 1998          | Fuera de control          | Karen             | Película de televisión |
| 2001          | RoboCop: Prime Directives | Ann R. Key        | Miniserie              |
| 2001          | La isla del santuario     | Kirby Fitzsimmons | Película de televisión |
| 2001-2002     | 24                        | Teri Bauer        | Película de televisión |
| 2003          | An Unexpected Love        | Kate Mayer        | Película de televisión |
| 2004          | Meltdown                  | Zoe Cox           | Película de televisión |
| 2016-presente | Slasher                   | Judith Berry      | 8 episodios            |